# Peruánský proud

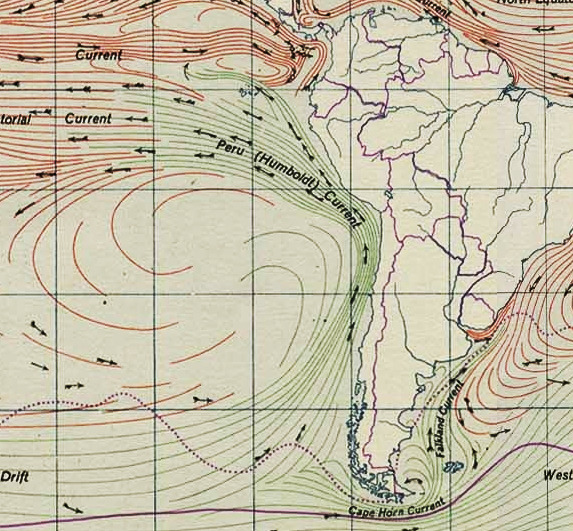
Vyznačení Peruánského proudu

Peruánský proud, nebo také Humboldtův proud, je studený mořský proud odbočující ze Západního příhonu severním směrem okolo západních břehů Jižní Ameriky.

## Popis
Tento poměrně pomalý a mělký proud je široký 400 až 900 km a jeho vodnost činí 10 až 20 miliónu m³/s. Teče rychlostí 16 až 24 km/den téměř až ke 4° jižní zeměpisné šířky, tam se stáčí na západ, Galapágy obtéká z jihozápadu, a mísí se s Jižním rovníkovým proudem. Teplota jeho vody je o 6 °C nižší než v okolním moři, v průměru dosahuje 18 °C.
Vody Peruánského proudu jsou již v místě jeho vzniku velmi úživné, přinášejí si z Jižního oceánu dostatek minerálních látek (železo, fosfor) a dusíku, planktonu i krilu a jsou dobře prokysličené. Po celou dobu toku okolo pobřeží Chile i Peru, kde je tektonický kontinentální šelf poměrně úzký a prudce spadající do hloubky, dochází k dobrému míchání spodních vodních vrstev proudu s horními. Toto míšení vody je způsobeno vířením při proudění okolo pevninského svahu, trvale vanoucími větry od jihu a Coriolisovou sílou. Protože i horní vrstvy proudu jsou poměrně studené (termoklina je jen mělce pod hladinou) nic nebrání spodním se zvedat vzhůru, vznikají zde silné výstupné proudy – upwelling. Tyto vynášejí do povrchových vrstev živiny a do spodních zanášejí okysličenou vodu, Peruánský proud je téměř v celé své délce pro mořské živočichy životodárný.

## Význam
Z výše popisovaného je patrno, že Peruánský proud je ideálním místem pro bouřlivé rozmnožování fytoplanktonu, zooplanktonu, krilu, drobných rybiček a větších a větších "predátorů". Patří k nim nejen vodní živočichové, jako ryby a hlavonožci, ale i mořští savci, např. sviňucha černá (Phocoena spinipinnis) a plískavice chilská (Cephalorhynchus eutropia), z ploutvonožců lachtan hřivnatý (Otaria flavescens) i lachtan jihoamerický (Arctocephalus australis), ze suchozemských šelem vydra pobřežní (Lontra felina) a z ptáků tučňák Humboldtův (Spheniscus humboldti) i tučňák magellanský (Spheniscus magellanicus), rybák chilský (Sterna lorata) i rybák inka (Larosterna inca), buřňáček drobný (Oceanites gracilis) a buřňák novozélandský (Procellaria westlandica).
Největší bohatství Peruánského proudu je však v jeho drobnějších pelagických rybách, jako je ančovička sardel peruánská (Engraulis ringens), sardinka tečkovaná (Sardinops sagax) a makrela kranas kalifornský (Trachurus symmetricus) žijících v hejnech v nepředstavitelných počtech. Odhaduje se, že z jeho vod se vyloví ročně asi 20 miliónů tun, což představuje asi 18 až 20 % světové rybí produkce, přestože jeho plocha je menší než 1 % světových oceánů. Peruánský proud je mimo arktické a antarktické vody "nejúrodnější" oblastí všech světových vod.
V létech, kdy se výrazně zesílí činnost El Niño, dojde k zeslabení pravidelných větrů a přehřáté vody západního Pacifiku se přesouvají k pobřeží Jižní Ameriky v protisměru nad Peruánský proud. Teplota moře se zvedne o 7 °C, termoklina se dostává do hloubky, ustávají výstupné proudy, horní vodní vrstvy jsou bez živin a spodní nejsou nedostatečně okysličené. Vodní živočichové, počínaje těmi nejmenšímí, nemají dostatek potravy, hynou. Obdobně na tom jsou i ostatní k ním přidružení, jako vodní savci a ptáci. Tato situace přináší i velikou ekonomickou katastrofu která trvá i několik let, než se pokleslá množství ryb vrátí na původní hodnoty a rybolov, který je pro tamní oblasti alfou i omegou, je opět rentabilní.
Peruánský proud ovlivňuje i pevninské počasí. Ochlazuje přilehlé pobřeží Chile o 5 až 6 °C a Peru o 7 až 9 °C proti vodám oceánu na stejné zeměpisné šířce. Dále zapříčiňuje nízký úhrn dešťových srážek na pobřeží (pod 100 mm/rok), vítr vanoucí do vnitrozemí je studený a váže na sebe málo vodní páry. Je zde jedna z nejsušších pouští Atacama, kde neprší i desítky let. Pobřežní vegetace většinou žije jen ze silných mlh přicházejících od moře.

## Poznámka
Pojmenování Humboldtův proud je více méně starší, evropské, je po německém přírodovědci 19. století Alexandru von Humboldtovi, který se mj. působením mořských proudů zabýval.

## Ukázka bohatství Peruánského proudu

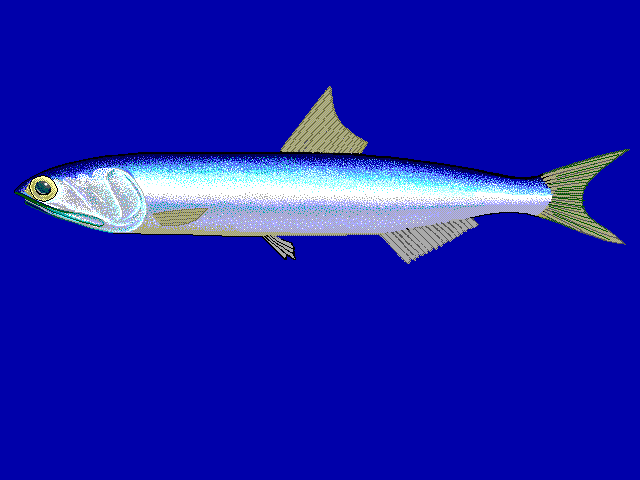
Sardel peruánská (Engraulis ringens)
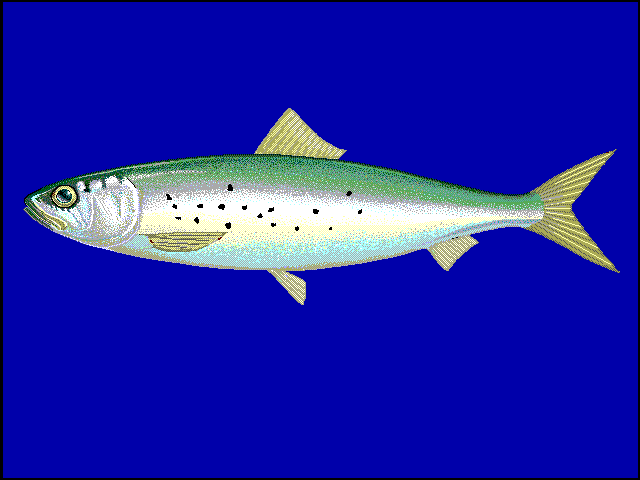
Sardinka tečkovaná (Sardinops sagax)
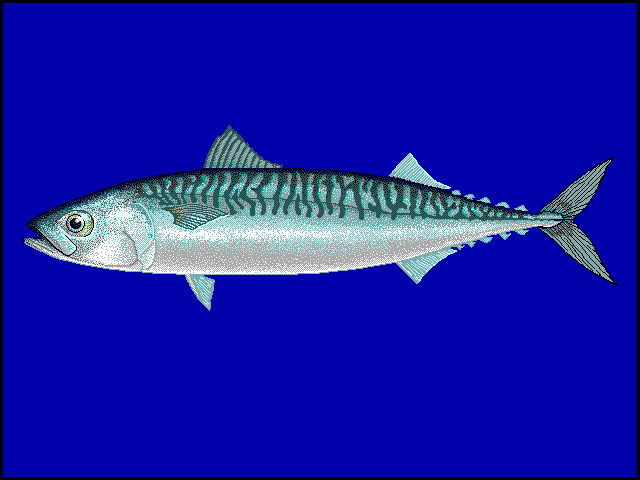
Makrela obecná (Scomber scombrus)